# Marin Alsop
Marin Alsop (New York, 16 oktober 1956) is een Amerikaanse violiste en dirigente.

## Biografie
Alsop is dochter van een professioneel musicerend echtpaar, Lamar en Ruth Alsop. Al na haar tweede verjaardag kreeg ze pianolessen en vanaf haar vijfde speelde ze ook viool. In 1972 - ze is dan zestien jaar oud - gaat ze muziek studeren aan de Yale University. Aan de Juilliard School of Performing Arts in New York studeert ze in 1978 af als violiste. Tussen 1979 en 1988 studeert ze orkestdirectie. Ze heeft onder andere les van Leonard Bernstein. Nadat ze al een aantal Amerikaanse orkesten had gedirigeerd, werd ze in 1996 chef-dirigente van het Symfonieorkest van Bournemouth (Engeland). Ook is ze vaste gastdirigente van de London Sinfonia. Met het London Philharmonic Orchestra neemt ze diverse cd´s op.
In juni 2006 dirigeerde zij in Amsterdam het Concertgebouworkest waarbij werken van Sjostakovitsj gespeeld werden. Daarmee was Alsop de eerste vrouw die dit orkest dirigeerde.
In 2007 werd Alsop muziekdirecteur van het Baltimore Symphony Orchestra. Zij heeft naar eigen zeggen voor haar droom moeten knokken. Vandaar dat ik graag met jonge muzikanten werk en veel educatieve programma's in gang heb gestoken.
In 2010 was Marin Alsop de dirigente van het Nationaal Orkest van België (NOB) tijdens de Koningin Elisabethwedstrijd voor piano. In dit verband zei ze dat ze geen fan was van muziekwedstrijden. Zowel de beoordeling als de rangschikking der laureaten is vrijwel altijd subjectief. Voor de KEW maakt ze wel een uitzondering omdat volgens haar het concours vrij lang duurt en de kandidaten groei-ervaring brengt. Er heerst ook naar haar eigen zeggen een groot groepsgevoel en de negatieve elementen van een wedstrijd zijn tot een minimum teruggebracht. In 2013, 2015 en 2016 was ze opnieuw dirigente van het NOB voor de Koningin Elisabethwedstrijden voor respectievelijk piano, viool en piano.
Op 7 september 2013 was zij de eerste vrouwelijke dirigent die de BBC Last Night of the Proms dirigeerde.
Van 2012 tot 2019 was ze chef-dirigent van het Symfonieorkest van de staat São Paulo.